# Кинг-Конг (фильм, 2005)
«Кинг-Конг» (англ. King Kong) — эпический приключенческий фильм о монстрах 2005 года, десятый полнометражный фильм режиссёра и продюсера Питера Джексона. Это девятая часть франшизы Кинг-Конг и второй ремейк одноимённого фильма 1933 года, первым из которых был ремейк 1976 года. В фильме снимались Энди Серкис, Наоми Уоттс, Джек Блэк и Эдриен Броуди. Действие фильма происходит в 1933 году. Фильм рассказывает историю амбициозного режиссёра, который заставляет свой актёрский состав и нанятую команду корабля отправиться на таинственный остров Черепа. Там они сталкиваются с доисторическими существами и легендарной гигантской гориллой Кинг-Конгом, которого они захватывают и везут в Нью-Йорк.
Разработка фильма началась в начале 1995 года, когда компания Universal Pictures предложила Джексону стать режиссёром ремейка оригинального фильма 1933 года. В начале 1997 года работа над проектом застопорилась, поскольку в это время в производстве находилось несколько фильмов, посвящённых обезьянам и гигантским монстрам, а Джексон планировал заняться постановкой серии фильмов «Властелин колец». После того как первые два фильма трилогии «Властелина колец» стали коммерчески успешными, компания Universal в начале 2003 года вновь обратилась к Джексону с предложением возобновить работу над проектом, на что Джексон в итоге согласился. Съёмки фильма «Кинг-Конг» проходили в Новой Зеландии с сентября 2004 по март 2005 года. На сегодняшний день этот фильм является одним из самых дорогих за всю историю кино, поскольку его бюджет вырос с первоначальных 150 миллионов долларов до рекордных на тот момент 207 миллионов долларов.
Премьера фильма состоялась 5 декабря 2005 года в Нью-Йорке, в кинотеатрах Новой Зеландии фильм вышел 13 декабря 2005 года, а в Германии и в США — 14 декабря 2005 года. Фильм получил высокую оценку критиков и вошел в десятку лучших фильмов 2005 года. Его высоко оценили за спецэффекты, постановку, зрелищность и соответствие оригиналу 1933 года, хотя некоторые рецензенты критиковали его трёхчасовую продолжительность. Фильм имел коммерческий успех и собрал более 562,9 миллионов долларов, став четвёртым кассовым фильмом в истории Universal Pictures на тот момент и пятым кассовым фильмом 2005 года. После выхода на домашнем видео в марте 2006 года фильм собрал 100 миллионов долларов. Фильм получил три премии «Оскар» за лучший звук, лучший монтаж звука и лучшие визуальные эффекты. Одновременно с фильмом была выпущена видеоигра, которая также имела коммерческий и критический успех.
В 2013 году началась разработка сиквела «Остров черепа», продюсером которого стал Джексон, а режиссёром — Адам Вингард. Проект был заброшен после того, как права на него приобрела компания Warner Bros. Pictures, которая в итоге перезагрузила франшизу в 2017 году фильмом «Конг: Остров черепа» в рамках проекта Legendary Pictures MonsterVerse. Позднее в 2021 году Вингард снял фильм «Годзилла против Конга».

## Сюжет
Действие фильма начинается в Нью-Йорке в 1933 году — в разгар Великой депрессии. Главная героиня фильма по имени Энн Дэрроу, лишившись работы актрисы водевиля, случайно знакомится с Карлом Денхэмом, измученным проблемами кинематографистом. Продюсеры отказались финансировать его новую картину, сказав, что это лишь трата времени и денег, но, несмотря на это, Карл приглашает Энн принять участие в своём новом фильме. Узнав о том, что сценаристом фильма является её любимый драматург Джек Дрисколл, она соглашается на участие в киносъёмках и заключает трудовое соглашение.
Вскоре все они отправляются на старом судне под названием «Venture» снимать фильм на остров Черепа, затерянный в Индийском океане у западного побережья Суматры. И во время плавания Энн и Джек влюбляются друг в друга. Однако ночью происходит непредвиденное: несмотря на все старания экипажа судна изменить взятый курс, корабль в тумане садится на каменные скалы, обступающие остров Черепа. Высадившись на остров, киногруппа обнаруживает там туземное племя, проживающее в деревне возле циклопической стены с огромными воротами. Между ними происходит столкновение, во время которого гибнет член съёмочной группы Майк, потом туземцев удаётся отогнать стрельбой. Тем временем команда латает пробоины, однако затем аборигены похищают Энн прямо с отчалившего судна.
Отправившиеся к ней на выручку члены киногруппы и моряки обнаруживают, что девушку привязали к огромной рогатине и выставили за стену. Из джунглей появляется невероятных размеров горилла, которую аборигены называют Конг, и уносит Энн. Преследуя существо, американцы сталкиваются с доисторическими ящерами, гигантскими насекомыми и другими чудовищами; многие члены команды и киногруппы погибают. Однако Дрисколлу всё-таки удаётся добраться до логова Конга и спасти девушку.
Денхэм, воодушевлённый потрясающим открытием, тут же меняет свои планы — теперь он хочет доставить Конга в Нью-Йорк и разбогатеть, показывая его публике за деньги. Морякам с большими потерями удаётся обездвижить Конга, усыпив его хлороформом, и погрузить его на корабль.
Вернувшись в Нью-Йорк, Денхэм реализует свою идею. Во время шоу Конг, разъярённый лживым театрализованным представлением (в роли Энн в нём выступает другая актриса, так как настоящая Энн отказалась от участия), разрывает стальные цепи и освобождается. Начинается паника. Конг выбирается в город и пытается найти Энн, круша всё на своем пути. В конце концов он её находит и, преследуемый военными, взбирается с ней на шпиль Эмпайр-стейт-билдинг. Здесь истребители-бипланы атакуют и расстреливают его из тяжёлых пулемётов, несмотря на попытки Энн остановить их криком. В неравной схватке с военной авиацией Конгу удаётся сбить три самолёта из шести. Наконец, умирающий Конг падает с небоскрёба, а Энн, оставшуюся на шпиле, находит Дрисколл.
Вокруг мёртвого тела Конга собираются жители города. Кто-то из зевак говорит, что Конг — «просто здоровое животное, с которым легко разобрались самолёты», но стоящий прямо у лица гиганта Карл про себя отвечает:

Его убили не самолёты. Чудовище убила Красота.
Оригинальный текст (англ.)It wasn't the airplanes. It was Beauty killed the Beast.

Русский вариант фразы взят из официального дубляжа фильма, хотя последнее предложение более точно можно перевести так: Это красавица погубила чудовище. В оригинальном английском тексте очевидна отсылка к известной сказке.

## В ролях
- Наоми Уоттс — Энн Дэрроу, борющаяся с водевилем актриса, которая отчаянно нуждается в работе. Карл впервые встречает её, когда она пытается украсть яблоко из фруктового киоска. Далее в путешествии она влюбляется в Джека и формирует особые отношения с Конгом.
- Энди Серкис — Кинг-Конг (захват движения), 8-метровая доисторическая человекообразная обезьяна, который напоминает горную гориллу, ему около 100—150 лет[6][7]. Он — последний из своего вида, Megaprimatus kong[8], и возможный потомок как Chororapithecus, так и Gigantopithecus.
  - Серкис также играет Лампи, корабельного повара, парикмахера, хирурга и храброго моряка. Он предупреждает Денэма о слухах, которые он слышал об Острове Черепа и Конге.
- Эдриен Броуди — Джек Дрисколл, сценарист, который влюбляется в Энн. Он невольно становится частью путешествия, когда, доставляя сценарий Денэму, он намеренно задерживается последним, прежде чем он сможет выйти из Venture. Он — единственный член команды, который согласен с Энн в том, что Конга следует оставить в покое.
- Джек Блэк — Карл Денэм, режиссёр, который получил карту на Остров Черепа. Из-за своих долгов Карл начинает терять свой моральный компас и одержим своим фильмом до такой степени, что игнорирует безопасность.
- Томас Кречман — капитан Энглхорн, немецкий капитан Venture. Энглхорн проявляет неприязнь к Денэму, предположительно из-за его навязчивой природы.
- Колин Хэнкс — Престон, невротический, но честный личный помощник Денэма.
- Джейми Белл — Джимми, наивный подросток, который был найден в Venture диким и брошенным.
- Эван Парк — Бенджамин «Бен» Хейз, первый помощник Энглхорна и наставник Джимми, который возглавляет спасательную миссию Энн из-за его армейской подготовки и боевого опыта, полученного во время Первой мировой войны.
- Лобо Чан[англ.] — Чой, лучший друг Лампи и уборщик в Venture.
- Кайл Чандлер — Брюс Бакстер, актёр, специализирующийся на приключенческих фильмах. Он отказывается от спасательной миссии Энн, но приводит Энглхорна, чтобы спасти поисковую группу из ямы для насекомых, и получает должное за спасение Энн во время показа Конга на Бродвее.
- Джон Самнер[англ.] — Хёрб, преданный оператор Денэма.
- Крэйг Холл — Майк, звукорежиссёр Денэма в путешествии.
- Уильям Джонсон — Мэнни, пожилой актёр водевиля и коллега Дэрроу.
- Марк Хэдлоу — Гарри, борющийся актёр водевиля.
- Джед Брофи и Тодд Риппон появились в фильме в роли членов съёмочной группы.

Кроме того, режиссёр Джексон появляется с визажистом Риком Бейкером в роли пилота и наводчика в самолёте, который убивает главного героя, его дети появляются в роли нью-йоркских детей, сопродюсер трилогии «Властелин колец» Рик Поррас и режиссёр фильма «Побег из Шоушенка» Фрэнк Дарабонт появляются в роли наводчиков в других самолётах, а Боб Бёрнс и его жена появляются в роли нью-йоркских прохожих. Частый сотрудник Джексона Говард Шор выступает в роли дирижёра нью-йоркского театра, откуда сбегает Конг. Перед своим уходом Шор изначально должен был написать музыку для фильма.
Уоттс, Блэк и Броуди были первыми выборами для своих соответствующих ролей без рассмотрения других актёров. В рамках подготовки к своей роли Уоттс встретилась с оригинальной Энн Дэрроу, Фэй Рэй. Джексон хотел, чтобы Рэй появилась в эпизодической роли и сказала последнюю фразу, но она умерла во время подготовки к производству в возрасте 96 лет. Блэк получил роль Карла Денэма по его роли в фильме «Фанатик», который впечатлил Джексона. Для вдохновения Блэк изучал Ф. Т. Барнума и Орсона Уэллса. «Я не изучал [Уэллса] для переезда. Это было просто для того, чтобы запечатлеть дух. Очень безрассудный парень. У меня были записи, на которые он был пьян с его задницы». Коренные народы Острова Черепа были изображены смесью азиатских, африканских, маори и полинезийских актёров, распыляемых тёмным гримом для достижения последовательной пигментации.

## Производство

### Разработка

#### Ранние попытки и 1990-е годы
Питеру Джексону было девять лет, когда он впервые увидел фильм 1933 года. Он со слезами на глазах смотрел по телевизору финальную сцену, где Конга застреливают и он падает с Эмпайр-стейт-билдинг. В двенадцать лет Джексон попытался воссоздать фильм, используя родительскую кинокамеру Super 8, модель Конга он хотел сделать из проволоки и резины с волосами из шубы своей матери, но в итоге отказался от этой затеи. В итоге «Кинг-Конг» стал его любимым фильмов и в подростковом возрасте послужил главным источником вдохновения при принятии решения стать режиссёром. Он читал книги о создании «Кинг-Конга», собирал памятные вещи, а также статьи из журнала Famous Monsters of Filmland. Джексон отдал дань уважения фильму 1933 года, выбрав остров Черепа в качестве места возникновения чумы зомби в своём фильме «Живая мертвечина» (1992).
Во время съёмок фильма Джексона «Страшилы» (1996) компания Universal Pictures была впечатлена его черновиками и ранними кадрами с визуальными эффектами. Студия была не прочь поработать с Джексоном над его следующим проектом и в конце 1995 года предложила ему стать режиссёром ремейка «Твари из Чёрной Лагуны» (1954). Джексон отклонил это предложение, но Universal узнала об одержимости Джексона Кинг-Конгом и предложила ему снять этот ремейк. Студии не пришлось беспокоиться о судебных исках по поводу прав на фильм со стороны RKO Pictures (студии, создавшей фильм 1933 года), поскольку персонаж Кинг-Конга является общественным достоянием. Джексон сначала отклонил предложение по Кинг-Конгу, но его стал беспокоить тот факт, «что кто-то другой возьмет его на себя», — говорил режиссёр, — «и сделает из него ужасный фильм; это преследовало меня, и в конце концов я согласился с Universal».
В то же время Джексон работал с Харви Вайнштейном и компанией Miramax Films над приобретением прав на экранизацию «Хоббита» и «Властелина колец», а 20th Century Fox пыталась привлечь его к работе над ремейком «Планеты обезьян», который вышел в 2001 году. Джексон отказался от «Планеты обезьян», а поскольку Вайнштейн дольше, чем ожидалось, пытался купить права на «Властелина колец», Джексон решил заняться «Кинг-Конгом». Вайнштейн был в ярости, и в результате Джексон предложил сделку между Universal и Miramax, согласно которой обе студии поровну финансировали бы «Кинг-Конга» совместно с продюсерской компанией Джексона WingNut Films. Джексону также гарантировалось право на окончательный монтаж, процент от общей прибыли, а также художественный контроль; Universal разрешила, чтобы все съёмки и визуальные эффекты проводились исключительно в Новой Зеландии. Сделка была заключена в апреле 1996 года, и Джексон вместе с женой Фрэн Уолш приступил к работе над сценарием «Кинг-Конга». В первоначальном варианте Энн была дочерью известного английского археолога лорда Линвуда Дэрроу, исследовавшего древние руины на Суматре. Они вступают в конфликт с Денхэмом во время его съёмок и обнаруживают спрятанную статую Конга и карту острова Черепа. Это свидетельствует о том, что аборигены острова — последние остатки культа, некогда процветавшего на материковой части Азии. Джек был не драматургом, а первым помощником, бывшим летчиком истребителя времён Первой мировой войны, до сих пор переживающий потерю своего лучшего друга, погибшего в бою во время пролога. Оператор Херб — единственный персонаж второго плана в первоначальном варианте, который попал в окончательную версию. Бой между Конгом и тремя динозаврами также изменился по сравнению с первоначальным вариантом. В черновом варианте Энн попадает в пасть ВиРекса (от слова Vastatosaurus rex, придуманный для фильма вид динозавтров), где застревает, и её режут зубы животного; после схватки Конг вытаскивает её, но у Энн начинается лихорадка, от которой она потом выздоравливает.
Universal одобрила сценарий с Робертом Земекисом в качестве исполнительного продюсера, и началась подготовка к съёмкам «Кинг-Конга». Планировалось начать съёмки где-то в 1997 году и назначить дату выхода на экраны на лето 1998 года. Компании Weta Digital и Weta Workshop под руководством Ричарда Тейлора и Кристиана Риверса начали работу над ранними тестами визуальных эффектов, в частности, над сложной задачей создания CGI-версии Нью-Йорка образца 1933 года. Джексон и Уолш приступили к работе над вторым вариантом сценария, разрабатывались декорации, началась разведка мест съёмок на Суматре и в Новой Зеландии. В конце 1996 года Джексон прилетел на съёмки фильма «Титаник» (1997) в Мексику, чтобы обсудить роль Энн Дэрроу с Кейт Уинслет, с которой он ранее работал над фильмом «Небесные создания» 1994 года. Сообщалось также, что рассматривалась кандидатура Минни Драйвер. Джексон выбрал на роль Джека Дрисколла и Карла Денхэма Джорджа Клуни и Роберта Де Ниро. Однако в январе 1997 года работа над фильмом «Кинг-Конг» была приостановлена, поскольку компания Universal была обеспокоена предстоящим выходом фильма «Годзилла» (1998), а также других ремейков, связанных с обезьянами, — фильма «Могучий Джо Янг» (1998) и фильма «Планета обезьян» (2001). Universal отказалась от «Кинг-Конга» в феврале 1997 года после того, как Weta Workshop и Weta Digital уже полгода работали над предварительной версией эффектов. После этого Джексон решил начать работу над серией фильмов «Властелин колец».

#### Возрождение проекта
После финансового и критического успеха фильмов «Властелин колец: Братство Кольца» и «Властелин колец: Две крепости» Universal обратилась к Джексону в начале 2003 года во время постпроизводства «Возвращения короля» по поводу его заинтересованности в возобновлении разработки «Кинг-Конга». В марте 2003 года Universal установила дату выхода в декабре 2005 года, и Джексон и Уолш привели сосценариста «Властелина колец» Филиппу Бойенс, чтобы помочь переписать их сценарий 1996 года. Джексон предложил New Line Cinema возможность совместно финансировать с Universal, но она отказалась. Universal и Джексон первоначально прогнозировали бюджет в 150 миллионов долларов, который в конечном итоге вырос до 175 миллионов долларов. Джексон заключил сделку с Universal, в соответствии с которой ему будет выплачена зарплата в размере 20 миллионов долларов против 20 % от кассовых сборов за режиссуру, продюсирование и совместное написание сценария. Он поделился этим гонораром с соавторами Уолш (которые также покрыли её кредит на производство) и Бойенс. Однако, если «Кинг-Конг» преодолеет свой бюджет в 175 миллионов долларов, штрафы будут покрыты Джексоном.
Сразу после завершения «Возвращения короля», Weta Workshop и Weta Digital под руководством Тейлора, Риверса и Джо Леттери начали подготовку к «Кинг-Конгу». Джексон вернул большую часть съёмочной группы, которая у него была в трилогии «Властелин колец», включая оператора Эндрю Лесни, художника-постановщика Гранта Мейджора, арт-директоров Саймона Брайта и Дэна Хенну, художника концепт-артам Алана Ли и монтажёра Джейми Селкирка. Джексон, Уолш и Бойенс начали писать новый сценарий в конце октября 2003 года. Джексон признал, что был крайне недоволен оригинальным сценарием 1996 года. «На самом деле это были просто Фрэн и Питер, которые очень поспешно что-то записали на бумагу», — объяснила Бойенс. «Это был ещё один из многих возможных способов, которыми мог пойти сюжет». Сценаристы решили за основу нового сценария взять фильм 1933 года, а не на сценарии 1996 года. Они также включили сцены из сценария Джеймса Эшмора Крилмана, которые были либо заброшены, либо вырезаны во время производства оригинального фильма. В сцене, где Конг вытряхивает выживших моряков, преследующих Энн и себя из бревна в овраг, например, режиссёров Мериана Купера и Эрнест Б. Шоссе первоначально предназначалась для изображения гигантских пауков, выходящих из скалы, чтобы поглотить их тела. Это было вырезано из оригинальной записи и остаётся известным поклонникам Конга только благодаря редкому кадру, который появился в Famous Monsters of Filmland. Джексон включил эту сцену и уточнил её. Джексон, Уолш и Бойенс также сослались на новелизацию «Кинг-Конга» Делоса У. Лавлейса в качестве вдохновения, в которую входил персонаж Лампи (Энди Серкис). Чтобы сделать отношения между Энн Дэрроу и Конгом правдоподобными, сценаристы изучили часы видеозаписей горилл. Джексон также выбрал Early Havoc, мемуары, написанные исполнительницей водевиля Джун Хэвок, чтобы помочь Уолшу и Бойенс конкретизировать характеристику Энн Дэрроу. Карл Денхэм был намеренно смоделирован и вдохновлён Орсоном Уэллсом. Их новый проект был завершён в феврале 2004 года.

### Съёмки
Съёмки начались 6 сентября 2004 года на студии Camperdown Studios в Мирамаре, Новая Зеландия. На студии размещалась родная деревня и Великая стена, в то время как улицы Нью-Йорка были построены на её заднем участке и в Грейсфилде в Лоуэр-Хатте, Новая Зеландия. Большинство сцен SS Venture были сняты на борту полномасштабной палубы, построенной на парковке студии Camperdown, а затем были покрыты зелёным экраном, а океан был добавлен на пост-производстве. Сцены, действие которых происходит в бродвейском театре, из которого сбегает Кинг-Конг, были сняты в Оперном театре Веллингтона и в Гражданском театре Окленда. Съёмки также происходили в Stone Street Studios, где была построена новая звуковая сцена для размещения одной из декораций. В ходе съёмок бюджет увеличился с 175 миллионов долларов до 207 миллионов долларов на дополнительные работы по визуальным эффектам, а Джексон продлил время съёмок на тридцать минут. Джексон сам покрыл большую часть излишек в 32 миллиона долларов и закончил съёмки в марте 2005 года.
Бюджет фильма вырос с первоначальных 150 миллионов долларов до рекордных на тот момент 207 миллионов долларов, была получена субсидия в размере 34 миллионов долларов от Новой Зеландии, что сделало его в какой-то момент самым дорогим фильмом за всё время. Universal согласилась на такие расходы только после просмотра показа незаконченного фильма, на который руководители с энтузиазмом откликнулись. Расходы на маркетинг и продвижение составили, по оценкам, 60 миллионов долларов. Длительность фильма также увеличилась; первоначально она составляла 135 минут, вскоре она выросла до 200, что побудило руководителей Universal лететь в Новую Зеландию, чтобы посмотреть черновую версию, но им это понравилось, поэтому их опасения были решены.
Другие трудности включали в себя решение Питера Джексона сменить композитора с Говарда Шора на Джеймса Ньютона Ховарда за семь недель до выхода фильма.

### Визуальные эффекты
Джексон видел в «Кинг-Конге» возможности для технических инноваций в захвате движения, поручив Кристиану Риверсу из Weta Digital контролировать все аспекты работы Конга. Джексон рано решил, что не хочет, чтобы Конг вёл себя как человек, и поэтому он и его команда изучали часы видео с гориллами. Серкис был выбран на главную роль в апреле 2003 года и подготовился, работая с гориллами в Лондонском зоопарке. Затем он отправился в Руанду, наблюдая за действиями и поведением горилл в дикой природе. Риверс объяснил, что подробный снимок лица с Серкисом был выполнен из-за сходства между лицами человека и гориллы. У горилл такой похожий набор глаз и бровей, что вы можете посмотреть на эти выражения и перенести на них свою интерпретацию". Фотографии серебристых горилл также были наложены на изображение Конга на ранних стадиях анимации. Серкису приходилось проходить через два часа грима движения каждый день, имея 135 маленьких маркеров, прикрепленных к различным пятнам на его лице. После съёмок Серкису пришлось провести ещё два месяца на сцене захвата движения, имитируя движения Конга для цифровых аниматоров фильма.
Помимо Конга, остров Черепа населён динозаврами и другой крупной фауной. Вдохновлённые работами Дугала Диксона, художники представили, что 65 миллионов или более лет изолированной эволюции могли бы сделать с динозаврами и другими существами.

## Награды и номинации
Список всех наград и номинаций на IMDb
| «Оскар» (2006)                                                       | «Оскар» (2006)                                                                         | «Оскар» (2006) |
| -------------------------------------------------------------------- | -------------------------------------------------------------------------------------- | -------------- |
| Лучший звук                                                          | Кристофер Бойс, Майкл Семаник, Майкл Хеджес, Хэммонд Пик                               | Победа         |
| Лучший звуковой монтаж                                               | Майк Хопкинс, Итан Ван дер Рин                                                         | Победа         |
| Лучшие визуальные эффекты                                            | Джо Леттери, Брайан Ван’т Хул, Кристиан Риверс, Ричард Тейлор                          | Победа         |
| Лучшая работа художников                                             | Грант Мейджор (постановщик), Дэн Хенна, Саймон Брайт (декораторы)                      | Номинация      |
| «Золотой глобус» (2006)                                              |                                                                                        |                |
| Лучший режиссёр                                                      | Питер Джексон                                                                          | Номинация      |
| Лучшая музыка к фильму                                               | Джеймс Ньютон Ховард                                                                   | Номинация      |
| BAFTA (2006)                                                         |                                                                                        |                |
| Лучшие специальные визуальные эффекты                                | Джо Леттери, Кристиан Риверс, Брайан Ван’т Хул, Ричард Тейлор                          | Победа         |
| Лучший звук                                                          | Хэммонд Пик, Кристофер Бойс, Майк Хопкинс, Итан Ван дер Рин                            | Номинация      |
| Лучшая работа художника-постановщика                                 | Грант Мейджор                                                                          | Номинация      |
| «Сатурн» (2006)                                                      |                                                                                        |                |
| Лучший режиссёр                                                      | Питер Джексон                                                                          | Победа         |
| Лучшая киноактриса                                                   | Наоми Уоттс                                                                            | Победа         |
| Лучшие спецэффекты                                                   | Джо Леттери, Ричард Тейлор, Кристиан Риверс, Брайан Ван’т Хул                          | Победа         |
| Лучший научно-фантастический фильм                                   |                                                                                        | Номинация      |
| Лучший сценарий                                                      | Питер Джексон, Фрэн Уолш и Филиппа Бойенс                                              | Номинация      |
| Лучшие костюмы                                                       | Терри Райан                                                                            | Номинация      |
| Лучший грим                                                          | Ричард Тейлор, Gino Acevedo, Домини Тилл, Питер Кинг                                   | Номинация      |
| «Сатурн» (2007)                                                      |                                                                                        |                |
| Лучшее специальное DVD-издание                                       | расширенная версия фильма (Deluxe Extended Edition)                                    | Номинация      |
| MTV Movie Awards (2006)                                              |                                                                                        |                |
| Лучший фильм                                                         |                                                                                        | Номинация      |
| Лучший бой                                                           | бой Кинг-Конга против самолётов                                                        | Номинация      |
| Премия Ассоциации создателей визуальных эффектов (2006)              |                                                                                        |                |
| Outstanding Visual Effects in a Visual Effects Driven Motion Picture | Джо Леттери, Эйлин Моран, Кристиан Риверс, Эрик Сейндон                                | Победа         |
| Лучшее создание искусственного мира в игровом фильме                 | Дэн Леммон, Р. Кристофер Уайт, Мэтт Эйткен, Чарльз Тэйт (for the New York dawn attack) | Победа         |
| Лучшее создание анимированного персонажа в игровом фильме            | Энди Сёркис, Кристиан Риверс, Ацуши Сато, Гай Уильямс (for «Kong»)                     | Победа         |
| Outstanding Compositing in a Motion Picture                          | Эрик Уинкуист, Michael Pangrazio, Стив Кронин, Suzanne Jandu (for the T-Rex fight)     | Номинация      |
| Национальный совет кинокритиков США (2005)                           |                                                                                        |                |
| за выдающиеся достижения в области спецэффектов                      |                                                                                        | Победа         |
| Empire Awards (2006)                                                 |                                                                                        |                |
| Лучший фильм                                                         |                                                                                        | Победа         |
| Лучший научно-фантастический фильм                                   |                                                                                        | Номинация      |
| Лучший режиссёр                                                      | Питер Джексон                                                                          | Номинация      |
| Лучший актёр                                                         | Энди Сёркис                                                                            | Номинация      |
| Лучшая актриса                                                       | Наоми Уоттс                                                                            | Номинация      |
| Премия Лондонского кружка кинокритиков (2006)                        |                                                                                        |                |
| Лучшая актриса года                                                  | Наоми Уоттс                                                                            | Победа         |
| Лучший фильм года                                                    |                                                                                        | Номинация      |
| Лучшая режиссёрская работа года                                      | Питер Джексон                                                                          | Номинация      |
| Ассоциация кинокритиков Чикаго (2006)                                |                                                                                        |                |
| Лучший фильм                                                         | ДА                                                                                     | Номинация      |
| Лучший режиссёр                                                      | Питер Джексон                                                                          | Номинация      |
| Лучшая актриса                                                       | Наоми Уоттс                                                                            | Номинация      |
| Лучшая музыка                                                        | Джеймс Ньютон Ховард                                                                   | Номинация      |
| Лучший оператор                                                      | Эндрю Лесни                                                                            | Номинация      |
| Phoenix Film Critics Society Awards(2005)                            |                                                                                        |                |
| Лучшие визуальные эффекты                                            |                                                                                        | Победа         |
| Лучшая работа художника-постановщика                                 | Грант Мейджор                                                                          | Победа         |

## Компьютерная игра
По мотивам фильма в 2005 году вышла компьютерная игра.

## Отменённое продолжение
В марте 2021 года Адам Вингард рассказал в интервью, что ещё в 2013 году Питер Джексон был заинтересован в создании продолжения под названием «Остров черепа», режиссёрами должны были быть Уингард и Саймон Барретт. Джексон был впечатлён работой Вингарда в фильме «Тебе конец!» и исследовал возможное продолжение. Тем не менее, к 2013 году права на Кинг-Конга уже были переданы Warner Bros., что осложнило продолжение фильма, снятого Universal. Вингард говорит, что Джексон подумывал о создании предлагаемого фильма, действие которого происходило бы во время Первой мировой войны, что сделало бы его приквелом, но студия не была заинтересована в фильме эпохи Первой Мировой войны. Вингард предложил современное продолжение, но в конечном итоге из этого предложения ничего не вышло.
В конечном счете Warner Bros. «перезагрузила» франшизу фильмом «Конг: Остров черепа», который стал частью серии «MonsterVerse», не имеющей как такового отношения к фильму Джексона. Вингард позже снял фильм «Годзилла против Конга», ещё один фильм, действие которого происходит во вселенной «MonsterVerse».